# Campagne de Moldavie
Batailles
Bataille de Babadaği-Bataille de Jassy-Bataille de Suceava
La campagne de Moldavie de 1538 oppose l'Empire ottoman de Soliman le Magnifique soutenu par le royaume de Pologne de Sigismond Ier de Pologne, le khanat de Crimée de Sahib Ier Giray et le royaume de Hongrie orientale de Jean Ier Zapolya à la principauté de Moldavie de Pierre IV Rareș soutenue par le Saint-Empire romain germanique de Charles Quint et du royaume de Hongrie de Ferdinand Ier.

## Causes de la campagne
Devenu prince le 20 janvier 1527, Pierre IV Rareș cherche à rétablir de bonnes relations avec le royaume de Pologne. Il lance des expéditions dans le pays des Sicules, et tente de s'emparer de Brașov en 1529. Il s'empare de la Pocoutie en 1530, que Bogdan III le Borgne avait rendue à la Pologne en 1510. Mais il doit rendre ce territoire après la bataille d'Obertyn.
Il prend parti dans la querelle entre Alvise Gritti, envoyé du sultan en Hongrie, pour régler le conflit pour la possession du trône de Hongrie entre Ferdinand de Habsbourg et Jean Ier Zapolya. Alvise Gritti tente alors une prise de pouvoir en Transylvanie, et provoque un soulèvement général. Pierre IV Rareș soutient István Maylád, le voïvode de Transylvanie, qui s'est assuré de l'appui de Ferdinand de Habsbourg à la tête d'une armée de Sicules et de Saxons contre Alvise Gritti, qui est tué.

## Réaction du Sultan
En 1538, le sultan ottoman Soliman le Magnifique décida de mener lui-même une campagne en Moldavie. Non seulement Pierre Rareș s'opposait à la Pologne ce qui mettait en péril les bons rapports politique et économique de l'Empire ottoman avec ce pays mais il s'était allié avec les Habsbourg. Soliman réunit une coalition comprenant le royaume de Hongrie orientale et le royaume de Pologne et le khanat de Crimée.

## Déroulement
Les coalisés n'ont rencontré aucune grande résistance et ont conquis la principauté en un mois et demi.

## Conséquences
Cette grande victoire a permis à l'Empire ottoman d'annexer la Moldavie et de chasser Pierre IV Rareș qui s'était réfugié à Ciceu, dans sa forteresse de Transylvanie, après l'incendie de la capitale Iași, et donner le trône de Moldavie au frère du Rareș Étienne V de Moldavie et a permis d’annexer Suceava et la Bessarabie et a affirmé la suprématie de l'Empire ottoman en Europe.